# William Johnston Tupper

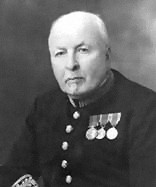
William Johnston Tupper

William Johnston Tupper, KC (* 29. Juni 1862 in Halifax, Nova Scotia; † 17. Dezember 1947 in Winnipeg, Manitoba) war ein kanadischer Politiker. Von 1934 bis 1940 war er Vizegouverneur der Provinz Manitoba.

## Biografie
William Johnston Tupper war der Sohn des Politikers Charles Tupper, des späteren Premierministers der Provinz Nova Scotia und Kanadas. Seine Vornamen erhielt er zu Ehren von James William Johnston, dem Mentor des Vaters und ebenfalls Regierungschef von Nova Scotia. Tupper absolvierte das renommierte Upper Canada College und studierte Recht an der Harvard University. Er kehrte 1885 nach Halifax zurück und erhielt die Zulassung als Rechtsanwalt. Im selben Jahr diente er während der Niederschlagung der Nordwest-Rebellion als Soldat.
Anschließend blieb Tupper in Manitoba und stieg als Partner in eine Rechtskanzlei ein, die von seinem Bruder James Stewart Tuper und Hugh John Macdonald, dem Sohn des kanadischen Premierministers John Macdonald, geführt wurde. Daneben präsidierte er den nationalen Verband der Armee- und Marineveteranen. Für die Konservative Partei Manitobas trat er 1914 zu den Wahlen zur Legislativversammlung von Manitoba an, verlor aber gegen den späteren Landwirtschaftsminister der Provinz, Valentine Winkler. Bei vorgezogenen Neuwahlen im darauf folgenden Jahr unterlag er demselben Gegenkandidaten.
Bei den Provinzwahlen 1920 war Tupper schließlich erfolgreich, war aber nur einer von acht gewählten Konservativen. Im Parlament spielte er keine bedeutende Rolle, 1922 wurde er abgewählt. Von 1931 bis 1933 war er Präsident der Rechtsanwaltsvereinigung von Manitoba. Generalgouverneur Lord Bessborough vereidigte ihn am 1. Dezember 1934 als Vizegouverneur. Dieses repräsentative Amt übte er bis zum 1. November 1940 aus.